# Іл-20 (1948)
Іл-20 - радянський броньований штурмовик - бомбардувальник з поршневим двигуном М-47.

## Історія створення
Виконуючи ухвалу уряду від 11 березня 1947 року, ОКБ С. В. Ільюшина розробило наприкінці 1947 року ескізний проект броньованого штурмовика-бомбардувальника Іл-20.
Іл-20 був одноруховий двомісний низькоплан з однокільовим вертикальним оперенням. Кабіна пілота розміщувалася над двигуном М-47, що створювало чудовий огляд. Усі основні частини літака - кабіна екіпажу, паливні баки, силова установка - були розміщені у бронекорпусі.
Дослідний Іл-20 збудували до кінця листопада 1948 року. 5 грудня 1948  Володимиром Коккінакі був виконаний перший політ. Однак на держвипробування Іл-20 не передавали, оскільки у випробувальних польотах було відзначено дуже високий рівень вібрацій від двигуна М-47. Крім того, Іл-20 вже не відповідав вимогам часу, тому що наприкінці 1940-х років бойова авіація активно переходила на реактивну тягу. Також відзначалася значна втрата швидкості під час стрільби, що створювало небезпеку звалювання. Проект ІЛ-20 був згорнутий.

## Тактико-технічні характеристики

Проекції Іл-20

## Тактико-технічні характеристики[1]

### Технічні характеристики
- Екіпаж: 2 особи
- Довжина: 13,58 м
- Розмах крила: 15,43 м
- Площа крила: 44,0 м²
- Маса порожнього: 7500 кг
- Маса спорядженого: 9500 кг
- Двигун : 1 × рідинного охолодження V-подібний 12-циліндровий М-47
- Потужність: 1 × 3000 л. с. (2200 кВт)

### Льотні характеристики
- Максимальна швидкість : 515 км/год
- Практична дальність: 1680 км
- Практична стеля : 7750 м
- Енергоозброєність: 0,23 кВт/кг

### Озброєння
- Гарматне:
  - 4×23-мм гармата НА-23
  - 2×23-мм гармати НС-23 в оборонній турелі
- Бойове навантаження:
  - 1190 кг бомб
  - 8 × РС-82 або 4 × РС-132